# Blas de Otero
Blas de Otero Muñoz (Bilbao, 15 de marzo de 1916 - Majadahonda, 29 de junio de 1979) fue uno de los principales representantes de la poesía social y la poesía intimista de los años cincuenta en España. Con Gabriel Celaya y Ángela Figuera Aymerich fueron llamados el "triunvirato vasco" de la poesía social.

## Biografía

### Infancia, de Bilbao a Francia: 1916-1933
Blas de Otero nació el 15 de marzo de 1916 en Bilbao. Por parte de padre, era nieto de un capitán de la Marina Mercante, Blas de Otero, y de Melitona Murueta. Su abuelo materno era un reconocido médico. Su padre era Armando de Otero, a quien por entonces le iban bien los negocios del metal. Su madre Concepción Muñoz se dedicaba al cuidado de la familia. 
Durante su primera década de vida disfrutó de una infancia de niño rico, con institutriz francesa. La burguesía española realizó pingües negocios al amparo de la neutralidad de España, durante la Primera Guerra Mundial (1914-1918), sobre todo en la industria de los metales. Así acrecentó su fortuna el padre del poeta. A los siete años, pudo entrar en el colegio de Juana Whitney, madre de María de Maeztu; que abandonó posteriormente para cursar el Preparatorio e Ingreso al Bachillerato en un colegio de jesuitas.
Como consecuencias de la depresión económica posterior que culminó en el crac del Jueves Negro (24 de octubre de 1929), la burguesía española sufrió ya las primeras sacudidas desde 1927. Por eso, en ese año, la familia quedó en la ruina y el padre decidió que todos se mudaran a Madrid para intentar rehacer la fortuna familiar. En Madrid, obtuvo el título de bachiller en el Instituto Cardenal Cisneros. En 1929, cuando tenía trece años murió su hermano, tres años mayor que él. Sin vocación, pero para continuar los pasos de su hermano muerto, en 1931 comenzó a estudiar Derecho; sin embargo, en 1932, falleció su padre. Ya, sin ingresos, la ruina familiar obligó a la madre, su hijo y las dos hijas a volver a Bilbao con su familia.

### Juventud, de «Alea» a «Nuestralia»: 1933-1944
Con quince años de regreso a su ciudad natal,  trabajó y estudió totalmente integrado en el sustento de la «maltrecha economía familiar». Colaboró en algunas publicaciones. Firmó con el seudónimo de “el Poeta” en el periódico El pueblo Vasco, y dirigió la página Vizcaya escolar (portavoz de los estudiantes católicos en 1935). También publicó sus primeros poemas y ganó un premio de poesía dentro de las celebraciones del centenario de Lope de Vega. Su obra está influenciada por los místicos españoles y la literatura cristiana, como las Baladitas humildes, publicadas en la revista jesuítica de Los Luises, precursora de Alea y Nuestralia. En 1935, se licenció en Derecho en Zaragoza.
Al producirse el golpe de Estado en España de julio de 1936, Blas se incorporó a los batallones vascos republicanos como sanitario. Después de la toma de Bilbao, el 18 de junio de 1937, pasó un tiempo en un campo de depuración. Vistos los antecedentes familiares, fue reenganchado por el bando franquista y enviado al frente de Levante.
Concluida la guerra civil española, entró a trabajar como abogado en una empresa metalúrgica vizcaína. También hizo crítica musical y de pintura para el periódico Hierro. Poco después comenzó a publicar en Cuadernos de Alea, donde apareció Cántico espiritual, su primera obra de cierta extensión. Aunque fue uno de los padres de Alea, no era uno de los más asiduos, quizá por su espíritu solitario. Alea fue, en principio, tertulia artística y punto de encuentro para intelectuales de toda índole. Le sucedió Nuestralia, un núcleo más cerrado formado por Blas de Otero y otros cuatro amigos, donde comenzó a experimentar con recursos expresivos desconocidos. En ese periodo de su obra reúnió influencias de Juan Ramón Jiménez, la generación del 27, Rabindranath Tagore, Miguel Hernández y César Vallejo. Acostumbraban a citar y recitar versos en sus reuniones: muy posiblemente, en este tiempo adoptó Blas de Otero el que había de ser uno de sus recursos más interesantes: la intertextualidad.[cita requerida]
En 1943, abandonó la empresa bilbaína y siguiendo su vocación literaria, viajó a Madrid para matricularse en Filosofía y Letras. Defraudado por el ambiente universitario de posguerra, regresó a Bilbao cuando su hermana mayor (que se había quedado a cargo de la familia) enfermó y no pudo seguir trabajando. De nuevo en Bilbao, se dedicó a dar clases particulares de Derecho y a preparar unas oposiciones.

### Afirmación de la vocación poética: 1945-1955
En 1945, sufrió una crisis depresiva que lo llevó a recluirse en el sanatorio de Usúrbil. Fruto de ello serán las tres obras de su ciclo existencial: Ángel fieramente humano (que presentó al premio Adonáis), Ancia y Redoble de conciencia, libro con el que ganó el premio Boscán en 1950. Ese año conoce en París a la actriz y poeta vasca Tachia Quintanar, con quien mantuvo una relación amorosa y conservó su amistad durante el resto de su vida. En 1955, empezó a ser considerado por sectores de la crítica como uno de los grandes poetas de la posguerra.

### Del existencialismo al coexistencialismo: 1955-1964
A pesar de su espíritu solitario, en ese periodo hace amistad con poetas y artistas del grupo bilbaíno y viejos alumnos del Instituto Cisneros. Su obra recibió la atención de Dámaso Alonso y Alarcos, y apareció en antologías. Sin embargo se autoexilia en París donde comenzó a relacionarse con círculos del exilio español y llega a afiliarse en 1952 al Partido Comunista de España. En ese París se fraguó Pido la paz y la palabra. De nuevo de regreso en España, Blas de Otero se integrará en círculos obreros y rurales. Trabajó con mineros; recorrió los pueblos del interior de Castilla y León viviendo del trabajo. También concluye Pido la paz y la palabra y comienza En castellano.
Entre 1956 y 1959, vivió en Barcelona, donde frecuentó los grupos artísticos locales, que al parecer rechazaron el libro En castellano, pero consiguieron que Ancia ganase el Premio de la Crítica en 1958 y el Premio Fastenrath en 1961.
En 1960, viajó a la URSS y China invitado por la Sociedad Internacional de Escritores. Por esta época, se publicaron (fuera de España debido a la censura) Esto no es un libro (Puerto Rico, 1963) y Que trata de España (París, 1964). En 1964, se trasladó a Cuba, donde conoció a su futura esposa: el 25 de marzo se casó con Yolanda Pino por lo civil y el 12 de agosto de 1964, en Bilbao, por la Iglesia. Le fue concedido el Premio Casa de las Américas. Tras tres años de vivir en La Habana, en 1967 se divorció y regresó a Madrid. Allí, recuperó su relación sentimental con la profesora y poetisa vizcaína Sabina de la Cruz (1929-2020). Durante ese último periodo de su vida, publicó numerosas antologías recopiladas por él mismo, y un puñado de libros nuevos. El 29 de junio de 1979, murió en su casa madrileña de Majadahonda de una embolia pulmonar, y fue enterrado en el cementerio civil de Madrid.

## Obra poética

### Etapa religiosa
La poesía religiosa de Blas de Otero se encuadra en sus primeros años de vida, alrededor de 1935, en la época en la cual aún era católico creyente y practicante. La producción poética de estos años no es muy abundante, e incluso el poeta renegó de ella años después y situó el inicio de su creación poética en Ángel fieramente humano, dado que había dejado de comulgar con los preceptos clericales y cristianos de estos poemas. Se plantea la duda de si hay que darle importancia a esta etapa como tal o no; si habría, quizá, que considerarla tan sólo una suerte de práctica poética para lo que habría de venir después. Sin embargo, no debe olvidarse que lo que produce la poesía existencial de Blas de Otero es, precisamente, su pérdida de fe: es decir, el fracaso de los temas de su primera etapa y la oposición con estos. Así pues, resulta imprescindible tratar también esta etapa, que si bien no tiene tanta importancia como las demás por sí sola, resulta clave para la posterior evolución poética.
Sin contar numerosos poemas sueltos, muchos de los cuales vieron la luz en diversas publicaciones de la época, la única obra de esta etapa es Cántico espiritual. Se trata de un poema de amor a lo divino, siguiendo los preceptos de la poesía religiosa castellana y, concretamente, de la mística. Su estructura es cuatripartita: una «Dedicatoria» inicial en forma de soneto; una «Introducción» de 189 endecasílabos libres; «Liras», compuesta por 10 liras; y el «Final», dos villancicos y dos sonetos.
A lo largo de la «Introducción», la forma habitual es un diálogo de amor abierto entre el «yo» del poeta y un «tú» divino. El «yo» es un amante deseoso de recibir al amado; en su presencia se desencadena una reacción paradójica de inmensa felicidad e intenso dolor. La paradoja como figura retórica, como en toda la poesía mística, cobra una gran importancia: se recurre a ella para tratar de expresar lo inefable.
El amor divino es un sentimiento que da la vida, pero provoca dolor y sufrimiento. El amante se entrega a él sin condiciones ni miedo: su corazón es un «blanco», una «diana», y el amor es una «flecha»; también es un «surco» que recibe la semilla de Dios para dar vida: la vid y la espiga, símbolos del sacramento de la Comunión y también del mismo Cristo. En la unión entre el hombre y Dios, el poeta participa de su eternidad divina.
Pero estas ansias de unión, estos anhelos no se ven realizados: son una aspiración, un deseo ferviente que provocará dolor hasta que no se cumpla. Y no se cumple porque el hombre es mitad cuerpo y mitad alma: y en ese binomio, solo el conocimiento puede servir para acercarse a Dios. Pero ese acercamiento siempre será imperfecto y superficial, dado que, si viene de los sentidos, estos solo son capaces de captar las apariencias y la superficialidad; y si viene de la razón, será un conocimiento parcial y mediatizado. Así pues, Dios es inalcanzable, incognoscible: el Absoluto, aunque se manifieste en las cosas concretas, no es alcanzable por el saber del hombre, porque sus modos de conocimiento son, por definición, insuficientes. La única manera que le queda es, pues, la fe: el abandono al sentimiento puro.
El «yo» se manifiesta desvalido, en lucha entre la ascensión y la caída, la gracia y el pecado, y sólo Dios puede darle la tabla de salvación que necesita. La divinidad da sentido a la vida y ayuda a superar las limitaciones y defectos: así se impone la vía purgativa en la poesía de Otero, puesto que Dios no puede aceptar a un ser imperfecto junto a él o convertirse a su vez en imperfecto sin contradecir su esencia de perfección absoluta. Es el hombre quien debe buscar a Dios. El hombre, aislado y solo, llama a Dios y aviva su deseo de no ser más incompleto: así se pasa a la vía iluminativa, en la cual se acerca la presencia de Dios y se inicia un diálogo de unión.
Sin embargo, la súplica no se realiza. El Cántico espiritual muestra un proceso de desarrollo místico a través de la vía purgativa e iluminativa, pero inconcluso, sin la unitiva. La unión mística no llega a realizarse, pero aparece una alternativa. La unión con el absoluto se cristaliza en la creación poética: ya que parece imposible alcanzar a Dios, se encuentra cierta salvación en la propia poesía. La vivencia religiosa se convierte en experiencia estética.
En las «Liras» se manifiesta el nacimiento y la realización de este acto estético, como respuesta a la eterna lucha interior del hombre entre la realidad y los sueños, la luz y la oscuridad, la eternidad y la nimiedad que están dentro del corazón de cada hombre. La poesía, igual que la fe, eleva al hombre desde sus imperfecciones y lo conduce hasta convertirlo en algo mejor:
A través de la poesía, por tanto, se puede acceder a los umbrales de la plenitud. La vivencia de perfección se realiza en una experiencia estética que nace de una vivencia religiosa. Se trata de una prédica de la salvación humana en la misma poesía: la religión es el principio del proceso y no su culminación.
El «Final» da un giro a la temática al volver a colocar la salvación humana en Dios. Sin embargo, una vez más no aparece la vía unitiva: la única manera de alcanzar la unión con Dios es la muerte. En esta vida solo se puede aspirar a vivir la gracia (entendido como el poder habilitador y la sanación espiritual ofrecidos por medio de la misericordia y del amor de Jesucristo) y sentir la presencia divina.

### Etapa existencial
A la época existencialista de Blas de Otero corresponden los títulos Ángel fieramente humano (1950), Redoble de conciencia (1951) y Ancia (1958).
Antes de entrar en consideraciones acerca de la poesía existencialista oteriana (de Blas de Otero), es conveniente explicar qué es el existencialismo, movimiento filosófico en el que se basa y cuyos preceptos recoge para conformar la estructura temática de su obra.
El existencialismo tiene su antecedente a finales del siglo XVII, con Blaise Pascal, aunque nace de manos del filósofo danés Sören Kierkegaard y se desarrolla principalmente en el período de entreguerras. Básicamente, postula que existe una gran diferencia entre «ser» y «existir». «Ser» es un hecho pasivo: los objetos «son», porque no protagonizan ninguna acción; en todo caso son receptores de ellas, no pueden elegir su propio destino. Son lo que son en sí, sin posibilidad de cambiarse a sí mismos. Sin embargo, el hombre «existe»: no tiene por qué coincidir con lo que es, puede cambiar su propio ser con sus decisiones. Es lo dinámico (el hombre) frente a lo estático (los objetos, lo inanimado). El hombre se caracteriza por tener finitud espacial y estar contenido en una contingencia temporal: es decir, tiene un cuerpo mortal (en esto es una crítica del «ser» concebido como eternidad).
Así pues, el hombre no sólo «existe», sino que además debe hacerlo. En el existencialismo, hay una defensa de la vivencia subjetiva por encima de la objetividad pura, como respuesta a la filosofía de Hegel que creía en la posibilidad de un conocimiento racional, objetivo y puro de todas las cosas del mundo. Es por esto que se postula el individualismo moral: cada uno debe ser responsable de sus propias acciones y decidir su código ético. No existe, pues, ninguna base objetiva para defender las decisiones morales; el mayor bien para un individuo es encontrar su propia y única vocación. Se trata de una crítica a los «más allá» metafísicos para centrarse en el «más acá»; una alternativa a las filosofías que analizan el conocimiento objetivo y las concepciones sistemáticas del mundo para centrarse en el hombre, en su vida y su muerte.
Una corriente importantísima dentro del existencialismo, y que probablemente marca más que ninguna otra la poética oteriana, es la iniciada por Jean Paul Sartre: una filosofía primordialmente moral, que denuncia el compromiso del hombre con su propia libertad. No existe una predestinación, no hay dioses ni almas: cada uno es responsable de sus propios actos, está solo, sin más. Ese sentimiento de soledad existencial es uno de los pilares de esta etapa poética de Otero. El existencialismo sartriano se inscribe dentro del marxismo, difiriendo de este en una negación de todo totalitarismo: el hombre debe tener libertad para ser lo que le parezca.
En Blas de Otero, el existencialismo aparece en una etapa de transición como respuesta a la crisis espiritual de 1945 durante la cual pierde la fe. A través de ella llega a lo que será el estado definitivo de su poética, la poesía social. Sin embargo, esta etapa tiene entidad propia y valor de por sí.
Tras los intentos de unión mística de la etapa religiosa, el yo poético se queda solo y comienza la búsqueda agónica de una nueva fe o una razón para vivir. El hombre es un ser destinado a la muerte en un contexto de desolación y ruinas; ansioso por sobrevivir, por no perderse en la nada, busca a Dios. Lo que antes era una llamada ahora es una pregunta a gritos. Sin embargo, solo obtiene silencio como respuesta; en ese silencio su corazón se llena de miedo, miedo a la muerte que le aprisiona y le condena a que todas las cosas que está haciendo no sirvan para nada.
En esta poética, al igual que en la anterior, hay solo dos personas: yo (el poeta) y tú (Dios). Pero los papeles han cambiado: el tú está ausente. Cansado de gritar sin respuesta, el yo vuelve su mirada hacia su propio interior y lo encuentra destruido, roto, arruinado, como una ciudad arrasada por una guerra. Busca en la poesía la salvación humana, algo que integre la plenitud vital con la humanidad mortal.
Tampoco en su propio interior está la respuesta que alivie el terrible sufrimiento de la voz del poeta. Al hacerse consciente de su propia tragedia, el yo reconoce la existencia de otros hombres con el mismo problema que él. Tras un largo proceso de búsqueda poética, que va del «tú» al «yo» y del «yo» a «los demás», empieza a vislumbrar la salida del largo túnel: no hay que renunciar a nada por una vida futura ni hay que negar la propia humanidad. Lo que debe hacerse es aceptar el propio destino, y así encontrar un nuevo absoluto de vida. De este modo halla dos tablas de salvación: el amor y la poesía.
El tema del amor en Blas de Otero está presente a lo largo de toda su obra con distintas manifestaciones: hacia Dios, hacia la mujer, hacia el prójimo; su poesía es a veces espiritual, otras carnal y otras humana, pero ante todo amorosa. El amor espiritual aparece sobre todo en su primera etapa; el humano, en la tercera. El amor carnal se muestra durante toda su obra poética, pero es sobre todo durante la época existencial en la cual sirve de puente que conecta el amor hacia lo Absoluto con el amor hacia lo mundano; es una de las herramientas líricas que llevan a la voz del poeta hasta la solidaridad con sus semejantes. El amor que siente el poeta busca un destinatario a quien poder ser entregado por entero; pero el amor divino solo le devuelve silencio; el carnal es temporal y se termina; sin embargo, el amor al prójimo, que empieza a intuirse, parece ofrecer lo que el yo está buscando. Gracias a esa intuición el poeta es capaz, tras aceptar su propia finitud y sus limitaciones, de dirigir su mirada hacia los demás y crear una nueva persona poética: el «nosotros» que configurará la tercera y última época de su poesía.
Las tres obras existencialistas de Blas de Otero mantienen una misma línea temática, con idéntico punto de partida, desarrollo y meta, aunque distinto tratamiento de los mismos asuntos, cierta graduación de contenidos y, sobre todo, distinta estructura. Ángel fieramente humano consta de 18 sonetos y 16 composiciones libres o semilibres; en general, los poemas que lo componen mantienen cierto clasicismo formal. Su estructura es de introducción (presentando el problema existencial y el estado anímico del poeta), desarrollo (la búsqueda poética de una nueva razón vital) y conclusión (hay que aceptar la propia mortalidad; el hombre tiene valor de por sí, y es a él y no a Dios a quien debe dirigirse la poesía).
Redoble de conciencia consta de 14 sonetos y 8 composiciones libres o semilibres. Esta obra también está marcada por el clasicismo formal y tiene una estructura casi equivalente a la de Ángel fieramente humano.
Ancia está compuesto por 32 de los poemas de Ángel fieramente humano, todos los de Redoble de conciencia y 49 poemas nuevos. La estructura también es tripartita, pero el distinto orden en que aparecen las composiciones ofrece una lectura distinta: la introducción reitera la defensa de un personaje colectivo, y el epílogo la aceptación de la naturaleza del hombre en general y el poeta en particular. El desarrollo está dividido en cuatro partes: la primera desarrolla el enfrentamiento entre el hombre y Dios; la segunda trata la salvación del hombre en el amor de la mujer; la tercera desmitifica e ironiza sobre la religión; la cuarta intensifica la realidad histórico-política del poeta, España y Europa. En Ancia se refuerzan las cuestiones humanistas y se debilita el planteamiento de los problemas metafísicos y teológicos: es la proclamación de la postura poética a favor del hombre. En cuanto a la forma, aunque siguen apareciendo poemas de corte tradicional y clasicista, hay otras composiciones de nueva tipología: poemas en prosa y versículos y poemillas breves (pareados, aforismos, chistes...).

### Etapa social
El principal paso que da la poesía existencial para volverse social es el cambio de persona, del «yo» al «nosotros». El poeta, aceptada su condición humana, encuentra su sitio entre el resto de seres humanos, y halla también una razón vital: la solidaridad humana, la búsqueda de un mundo mejor a través de la poesía. El poeta defiende la utopía humanista porque ya no tiene una fe religiosa: no hay un más allá perfecto al que aspirar, pero, aunque el hombre esté condenado a venir de la nada y caminar hacia ella, se debe luchar para conseguir que su vida sea digna y feliz.
El poeta se convierte en un profeta que señala los errores del presente para conseguir superarlos y acceder a un futuro mejor; Otero aún está obsesionado con los valores absolutos, pero ahora los busca en el presente histórico. Así pues, se distinguen tres tiempos poéticos:
- El pasado histórico: expectativas de trascendencia y eternidad; época de conflicto interno, de búsqueda interior. Significa rechazo y negación por el fracaso total de las antiguas concepciones del mundo; también implica autodestrucción, porque la religiosidad exigía al hombre renunciar a su propia humanidad.

- El presente histórico: tiempo en el que transcurre principalmente la poesía social. Aparecen tres elementos claves: el «yo» poético (existencial y profético); el hombre en su contexto histórico; la doctrina poética, la ideología. Ésta es la tríada temática principal. El yo poético proclama su propia humanidad y finitud, su pertenencia al género humano; después habla del hombre en general, su situación en el mundo, su contexto, los defectos de la sociedad en que habita; finalmente predica su propia doctrina, la salvación a través de la poesía.

- El futuro utópico: es la ilusión que justifica el trabajo y el esfuerzo del presente. La ideología del trabajo solidario no se sustenta en su entrega, sino en los futuros logros. Llegar a la utopía es difícil porque hay una lucha impidiéndolo: la del pasado histórico que trata de permanecer y el presente que debe romper con el pasado para posibilitar un cambio. Es la confrontación arquetípica entre la sombra (identificada con todo lo negativo, con el pasado) y la luz (que representa todo lo positivo, el futuro). En el futuro utópico están los valores absolutos de la paz, la justicia, la libertad... La poesía social oteriana reclama un hombre en paz en un mundo justo y libre. La ideología comunista en la poesía de Blas de Otero se convierte en un medio para el fin de su doctrina poética.

Formalmente, la poesía social de Blas de Otero presenta rasgos propios muy marcados. Otero maneja a la perfección todas las posibilidades expresivas, desde los recursos más tradicionales al experimentalismo lingüístico más complejo; utiliza el verso libre, el versículo y formas semilibres; aparecen en su obra versos académicos y vanguardistas; prosa y verso; algunos, largos poemas, frente a otros brevísimos, como el conocido dístico «Poética», el poema más breve en lengua castellana:
A título general, podría decirse que hay una tendencia a modelos cada vez más libres según el orden de composición: Pido la paz y la palabra y En castellano son más tradicionales que Que trata de España.

## Obras

### Poesía
- Cuatro poemas, Editor J. Díaz Jácome, 1941.
- Cántico espiritual, Cuadernos del Grupo Alea, San Sebastián, 1942.
- Ángel fieramente humano, Ínsula, Madrid, 1950.
- Redoble de conciencia, Instituto de Estudios Hispánicos, Barcelona, 1951.
- Pido la paz y la palabra, Ediciones Cantalapiedra, Torrelavega (Santander), 1955.
- Ancia, Editor Alberto Puig, Barcelona, 1958. Prólogo de Dámaso Alonso.
- Parler clair / En castellano, Pierre Seghers, París, 1959. Edición bilingüe de Claude Couffon.
- En castellano, Universidad Nacional Autónoma de México, México, 1960.
- Ángel fieramente humano y Redoble de conciencia, Losada, Buenos Aires, 1960.
- Que trata de España, Editorial R.M., 1964 (edición castigada).
- Que trata de España, Ruedo Ibérico, París, 1964.
- Historias fingidas y verdaderas, Alfaguara, Madrid, 1970.
- Pido la paz y la palabra, Lumen, Barcelona, 1975. Introducción de José Batlló, primera edición completa en España.
- En castellano, Lumen, Barcelona, 1977. Primera edición en España.
- Que trata de España, Visor, Madrid, 1977. Primera edición completa en España.
- Hojas de Madrid con La galerna, Galaxia Gutenberg-Círculo de Lectores, Barcelona, 2010. Edición de Sabina de la Cruz, prólogo de Mario Hernández.

### Recopilaciones
- Con la inmensa mayoría, Losada, Buenos Aires, 1960 (con Pido la paz y la palabra y  En castellano).
- Hacia la inmensa mayoría, Losada, Buenos Aires, 1962 (con Ángel fieramente humano, Redoble de conciencia, Pido la paz y la palabra y En castellano).
- Que trata de España, Editora Nacional de Cuba, La Habana, 1964 (con Pido la paz y la palabra, En castellano y Que trata de España).

### Antologías
- Antología (y notas), Mensajes de Poesía, Vigo, 1952.
- Esto no es un libro, Universidad de Puerto Rico, Río Piedras, 1963.
- Expresión y reunión (1941-1969), Alfaguara, Madrid, 1969.Reedición (1981)
- Mientras, Javalambre, Zaragoza, 1970.
- País (1955-1970), Plaza y Janés, Barcelona, 1971. Prólogo de José Luis Cano.
- Verso y prosa, Cátedra, Madrid, 1974 (edición del autor). En 1989 14ª ed. con un epílogo de Sabina de la Cruz.
- Todos mis sonetos, Turner, Madrid, 1977. Prólogo de Sabina de la Cruz.
- Poesía con nombres, Alianza, Madrid, 1977.
- Expresión y reunión (A modo de antología), Alianza, Madrid, 1981.
- Verso y prosa, epílogo de Sabina de la Cruz, Cátedra, Madrid, 1984.
- Blas de Otero para niños, Ediciones de la Torre, 1985. Edición de Concha Zardoya, ilustraciones de Marina Seoane.
- Poemas de amor, Lumen, Barcelona, 1987. Edición de Carlos Sahagún.
- Poesía escogida, Vicens Vives, Barcelona, 1995. Edición de Sabina de la Cruz y Lucía Montejo.
- Mediobiografía (Selección de poemas biográficos), Calambur, Madrid, 1997. Edición de Sabina de la Cruz y Mario Hernández.
- Poemas vascos, Fundación Blas de Otero y Ayuntamiento de Bilbao, Bilbao, 2002. Selección y prólogo de Sabina de la Cruz.
- Antología poética. Expresión y reunión, Alianza, Madrid, 2007. Introducción de Sabina de la Cruz.
- Antología poética, Castalia, Madrid, 2007. Edición de Pablo Jauralde Pou.

### Inéditos
- Poesía e historia. Una parte aparece en una antología del poeta que ha publicado Alianza Editorial.[9]
- Nuevas historias fingidas y verdaderas.

### Obra completa
- Blas de Otero. Obra completa (1935-1977). Edición de Sabina de la Cruz con la colaboración de Mario Hernández. Barcelona: Galaxia Gutenberg, 2013. 1274 p. ISBN 9-788481-099553.